# Jasmina Srna
Jasmina Srna (* 10. Juni 1984) ist eine ehemalige deutsche Fußballspielerin. 

## Karriere
Srna gehörte als Mittelfeldspielerin während der Saison 2002/03 dem FC Bayern München von März bis Juni an und bestritt zwei Bundesligaspiele. Ihr erstes fand am 19. April im Städtischen Stadion an der Dantestraße statt. In dem torlosen Spiel gegen den FCR 2001 Duisburg wurde sie in der 75. Minute für Sabine Loderer eingewechselt. Ihr zweites Spiel an gleicher Stätte, in der sie bis zur 87. Minute agierte, ging am 27. April mit 0:2 gegen den 1. FFC Turbine Potsdam verloren.